# جون مايلز (سائق فورمولا 1)
جون مايلز (بالإنجليزية: John Miles)‏ (و. 1943 – 2018 م) هو سائق فورمولا 1، وصحفي، وموسيقي بريطاني، ولد في لندن، بدأ مشواره المهني سنة 1969، توفي في نورتش، عن عمر يناهز 75 عاماً.